# روده‌برداری

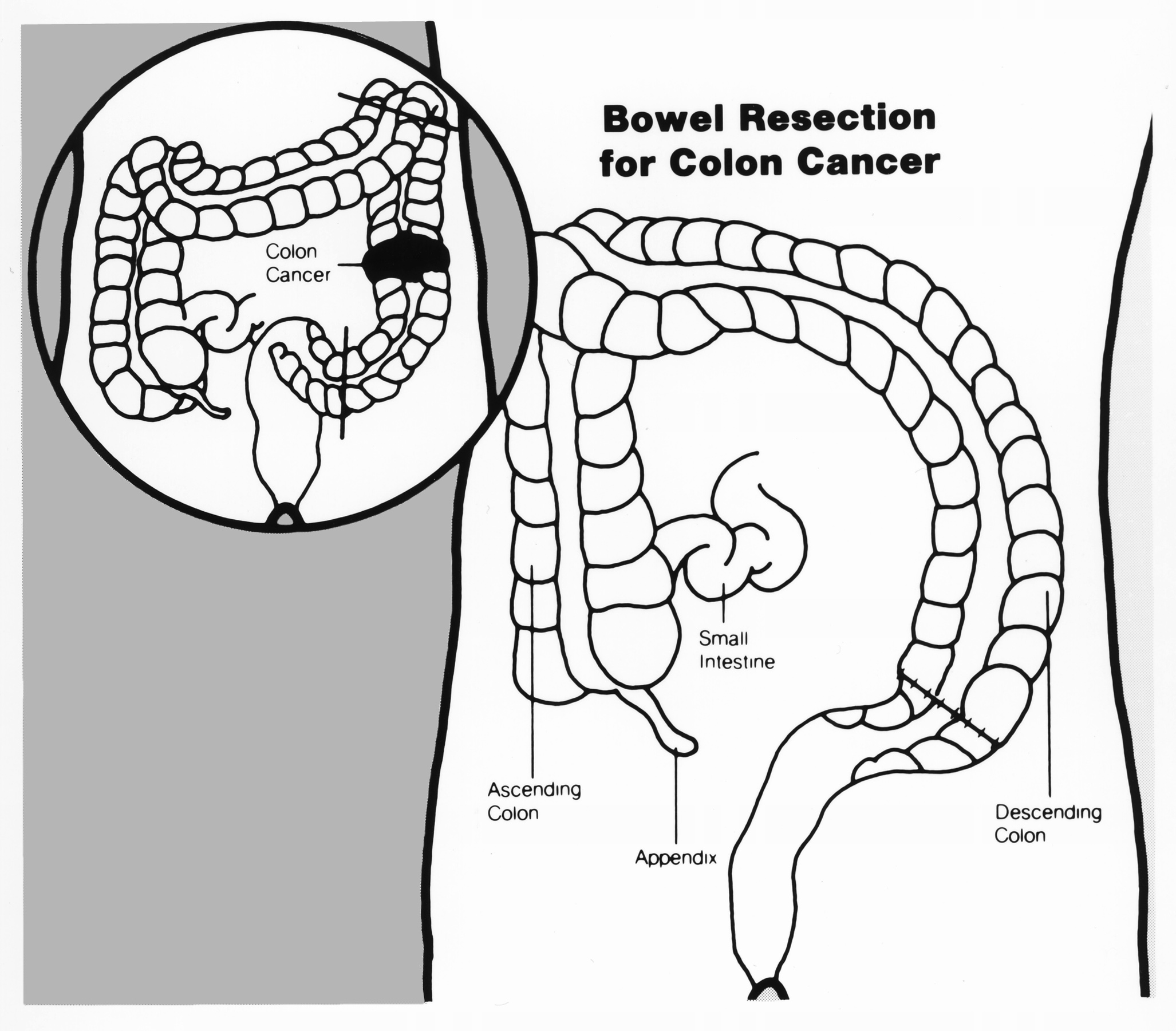
تصویر نشان دهنده رزکسیون روده جهت برداشت سرطان روده بزرگ می‌باشد.

روده برداری یا رزکسیون روده(به انگلیسی: Bowel resection) روشی جراحی که می‌تواند شامل برداشتن بخشی از روده بزرگ(کولکتومی) یا روده باریک می‌گردد.

## اندیکاسیون‌ها
- نکروز روده باریک در اثر فتق گیرکننده یا ولوولوس روده‌ای (پیچ و گرده افتادن در روده) یا انواژیناسیون (توی هم رفتگی قسمتی از روده)
- پارگی و سوراخ شدگی قسمتی از روده
- بیماری‌های التهابی روده همچون کرون، آنتریت و پپتیک اولسر
- انسدادهای روده‌ای
- آنفارکتوس مزلنتریک
- آبسه لوله‌ای- تخمدانی
- دیورتیکول به ویژه از نوع مکل
- آنومالی‌های مادر زادی
- سرطان‌های مربوط روده
- خونریزی‌های خطرناک[۱]

## ریسک فاکتورها
- مصرف سیگار
- جراحی شکمی قبلی
- بیماری‌های مزمن
- سوء تغذیه
- مصرف مواد مخدر[۲]

## مراقبت‌های قبل از عمل
- بررسی‌های بالینی:
  - معاینه فیزیکی
  - آزمایش خون و ادرار
  - گرافی سینه و شکم
  - سی تی اسکن شکم[۳]

## وضعیت بیمار وبیهوشی
- وضعیت یا پوزیشن قرارگیری بیمار در حین عمل به صورت ترندلنبرگ معکوس می‌باشد. البته می‌توان از پوزیشن سوپاین نیز بهره برد.
- اغلب از بیهوشی عمومی استفاده می‌شود ولی در برخی موارد بیحسی ناحیه‌ای همچون اسپاینال نیز بکار می‌رود.[۴]

## وسایل موزد نیاز
- ست لاپاراتومی
- دستگاه ساکشن
- دستگاه الکتروکوتری
- استاپلر خطی
- استپلر خطی -برشی
- دستگاه لیگاشور
- اکارتور خودکار شکمی بالفور
- ست کلامپ‌های روده -معده[۵]

## انواع
این عمل جراحی می‌تواند صورت باز یا بسته (لاپاروسکوپی) به انجام می‌رسد. در حال حاضر این عمل جراحی به ۳ صورت انجام می‌شود:
1. دئودنکتومی (Duodenectomy): برداشتن همه یا قسمتی از دئودنوم
2. ایئلکتومی(Ileectomy): برداشتن تمام یا قسمتی از ایلئوم
3. ژژنکتومی(Jejunectomy): برداشتن تمام یا قسمتی از ژژنوم[۶]

## خطر و عوارض احتمالی
- خطرات مشترک جراحی:
  - ایجاد لخته خون در پاها که احتمال حرکت آن به سمت ریه وجود دارد.
  - مشکلات تنفسی
  - خونریزی داخل شکمی
  - حمله یا ایسکمی قلبی
  - عفونت ریه، مجرای ادراری و شکم
- خطرات این جراحی:
  - بیرون زدگی بافت مورد برش یا فتق
  - آسیب به ارگان‌های مجاور
  - ایجاد بافت جوشگاهی در ناحیه مورد برش و ایجاد انسداد
  - سندرم روده کوتاه
  - عفونت زخم
  - باز شدن ناحیه بخیه زده شده[۷]